# مورتن برتولت
مورتن برتولت (بالدنماركية: Morten Bertolt)‏ هو لاعب كرة قدم دنماركي في مركز الوسط، ولد في 12 فبراير 1984 في كوبنهاغن في الدنمارك. شارك مع منتخب الدنمارك تحت 16 سنة لكرة القدم ومنتخب الدنمارك تحت 20 سنة لكرة القدم. أما مع النوادي، فقد لعب مع إف سي هيلسينجور ونادي سوندرييسكه ونادي فيبورج ونادي كوبنهاغن ونادي لينغبي.

## وصلات خارجية
- مورتن برتولت على موقع اتحاد النرويج (النرويجية)
- مورتن برتولت على موقع قاعدة بيانات كرة القدم.إي يو (الإنجليزية)
- مورتن برتولت على موقع Soccerway.com (الإنجليزية)